# 巴西巨龙属
巴西巨龙（属名：Brasilotitan，意为“巴西的巨人”）是巴西晚白垩世（马斯特里赫特阶早期）阿达曼提组的一属泰坦巨龙类蜥脚下目恐龙，模式种是植食巴西巨龙（Brasilotitan nemophagus）。

## 材料与形态学
正模标本采集于圣保罗州的普鲁登特总统城附近，由齿骨、颈椎、骶椎、爪骨和骨盆碎片组成。其下颌呈L形，齿骨联合向内侧轻微弯曲――这是本属所独有的特征。

## 种系发生学
虽然该属的系统发育位置很难确定，但它既不是泰坦巨龙类基群，也不是该类群的衍生成员。根据下颌形态，它似乎是南极龙和博妮塔龙的近亲。这一发现丰富了巴西泰坦巨龙类多样性，并为这些食草恐龙的下颌提供了进一步的解剖学信息。